# Physeter
Genre
Physeter est un genre de mammifères de l'ordre des Cétacés.

## Liste des espèces
- sous-genre Physeter (Euphyseter) :
  - Physeter macrocephalus Linnaeus, 1758 ou P. catodon — Grand cachalot
- sous-genre à préciser :
  - † Physeter vetus Leidy, 1869
  - † Physeter antiquus Gervais, 1849

### Taxons obsolètes
Plusieurs taxons ont été décrits dans ce genre avant d'être :
- devenus synonymes de Physeter macrocephalus :
  - Physeter andersonii Borowski, 1780
  - Physeter australasiensis Desmoulins, 1822
  - Physeter australis Gray, 1846
  - Physeter catodon Linnaeus, 1758
  - Physeter maximus G. Cuvier, 1798
  - Physeter microps Linnaeus, 1758
  - Physeter novaeangliae Borowski, 1780
  - Physeter orthodon Lacépède, 1804
  - Physeter tursio Linnaeus, 1758
- déplacés :
  - Physeter bidens Sowerby, 1804, devenu synonyme de Mesoplodon bidens (Sowerby, 1804)
  - Physeter breviceps de Blainville, 1838, devenu synonyme de Kogia breviceps (de Blainville, 1838)
  - Physeter microps Fabricius, 1780, devenu synonyme de Orcinus orca (Linnaeus, 1758)
  - Physeter simus Owen, 1866, devenu synonyme de Kogia simus (Owen, 1866)
- considérés comme nomen dubium :
  - Physeter gibbosus Schreber, 1802
  - Physeter katadon Muller, 1773
  - Physeter krefftii Boschma, 1938
  - Physeter polycephus Quoy & Gaimard, in Freycinet, 1824
  - Physeter polycystus Gray, 1866
  - Physeter pterodon Trouessart, 1898